# 贾法·纳姆达
贾法·纳姆达（Jafar Namdar，1934年7月2日—2014年1月1日）是伊朗足球裁判。